# Alpha (CL)
Alpha è il primo album della cantante e rapper sudcoreana CL, pubblicato il 20 ottobre 2021.

## Antefatti
Dopo aver esordito come solista nel 2014 con musica mirata principalmente al mercato statunitense, nel 2019 l'artista ha lasciato l'etichetta discografica YG Entertainment e pubblicato il suo EP d'esordio In the Name of Love. Nel 2020 CL ha dichiarato di essere al lavoro sul suo primo album, dichiarando che si sarebbe intitolato Alpha e che sarebbe stato pubblicato nella seconda metà del 2021.

## Tracce
1. Spicy – 3:14
2. Lover Like Me – 2:58
3. Chuck – 3:11
4. Xai – 3:16
5. Let It – 3:05
6. Tie a Cherry – 3:10
7. Paradise – 2:47
8. My Way – 2:47
9. Siren – 3:15
10. Hwa – 2:56
11. 5 Star – 3:20

## Classifiche
| Classifica (2021) | Posizione massima |
| ----------------- | ----------------- |
| Corea del Sud     | 16                |